# Concerto Moon
Concerto Moon (コンチェルト・ムーン Koncheruto mūn) es un grupo japonés de heavy metal y power metal surgido en 1996 por parte del guitarrista Norifumi Shima. 
A lo largo de su trayectoria han sacado a la venta un total de once álbumes de estudios, a pesar de numerosos cambios en la formación.

## Miembros

### Actuales
- Norifumi Shima - guitarras (1996- )
- Shigeharu Nakayasu - bajo (2015- )
- Atsushi Kawatsuka - batería (2015- )
- Wataru Haga - voz (2018- )
- Ryo Miyake - teclados (2018- )

### Pasados
- Kosaku Mitani - bajo (1996- 2003, 2009 & 2012 como miembro de sesión)
- Takao Ozaki - voz (1996- 1999)
- Osamu Harada - teclados (1996- 1997)
- Nobuho Yoshioka - batería (1996)
- Ichiro Nagai - batería (1997- 2001)
- Toshiyuki Koike - teclados (1998- 2009)
- Takashi Inoue - voz (2000- 2011)
- Junichi Sato - batería (2002- 2003)
- Takanobu Kimoto - bajo (2004- 2009)
- Shoichi Takeoka - batería (2004)
- Toshiyuki Sugimori - bajo (2009- 2011)
- Masayuki Osada - batería (2007- 2015)
- Aki - teclados (2015- 2017)
- Atsushi Kuze - voz (2011- 2018)

## Discografía

### Álbumes de estudio
- Fragments of the Moon (1997)
- From Father to Son (1998)
- Rain Forest (1999)
- Gate of Triumph (2001)
- Destruction and Creation (self-cover album, 2002)
- Life on the Wire (2003)
- After the Double Cross (2004)
- Decade of the Moon (Boxed set, 2008)
- Rise from Ashes (2008)
- Angel of Chaos (2010)
- Savior Never Cry (2011)
- Black Flame (2013)
- Between Life and Death (2015)
- Tears of Messiah (2017)
- Ouroboros (2019)
- Rain Fire (2020)
- Back Beyond Time (2024)

### Álbumes en vivo
- Live Concerto (1997)
- The End of the Beginning (1999)
- Live: Once in a Life Time (2003)
- Live from Ashes - Concerto Moon 10th Anniversary Rise from Ashes Tour (2009)
- Live for Today, Hope for Tomorrow (2011)

### EP
- Time to Die (1999)
- Concerto Moon (2004)
- Live And Rare (2014)
- Waiting For You (2024)